# Dmitri Sergejewitsch Lichatschow

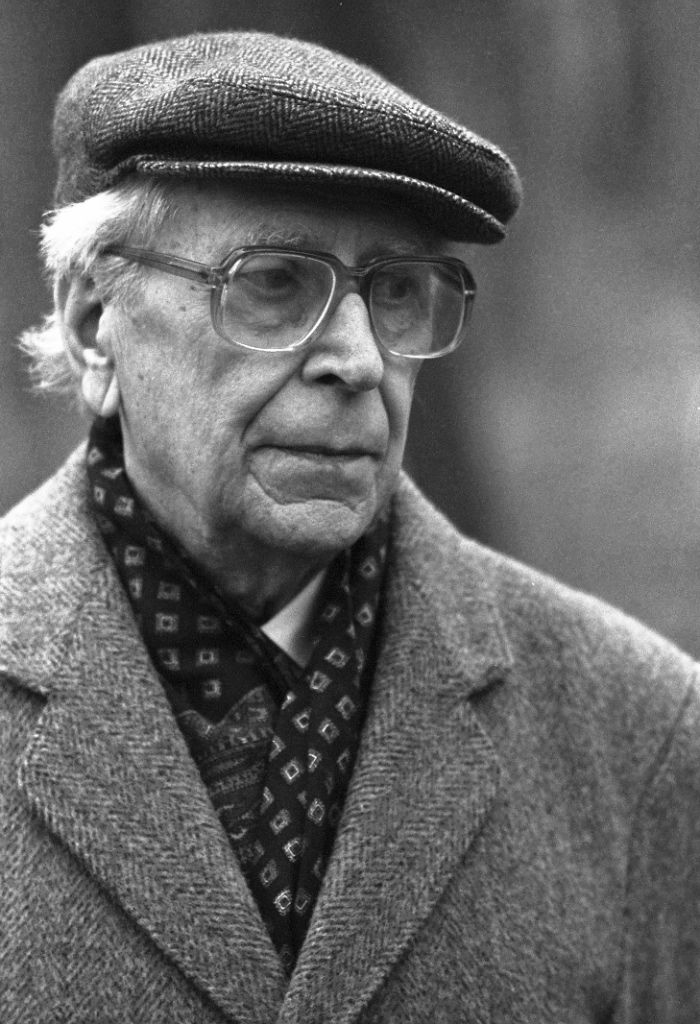
Dmitri Sergejewitsch Lichatschow

Dmitri Sergejewitsch Lichatschow (russisch Дмитрий Сергеевич Лихачёв, * 15.jul. / 28. November 1906greg. in Sankt Petersburg; † 30. September 1999 in Sankt Petersburg) war ein russischer Philologe und Slawist, Mitglied der Russischen bzw. Sowjetischen Akademie der Wissenschaften.
Lichatschow verfasste eine große Anzahl an Untersuchungen über die Geschichte der russischen Literatur, vorwiegend über die altrussische Periode. Epochemachend für die Slawistik war seine Monographie über Textkritik, die sich mit Fragestellungen der Editionstechnik auseinandersetzt.
Seine Erinnerungen (russisch Воспоминания) erschienen in einer deutschen Teilausgabe unter dem Titel Hunger und Terror. Drei seiner Bücher fanden Aufnahme in der russischen Leseempfehlungsliste „100 Bücher für Schüler“, darunter die Sammlung Nachdenken über Russland (russisch Раздумья о России).

## Auszeichnungen
- 1976 Mitglied der British Academy
- 1983 Ehrendoktorwürde der Philosophischen Fakultät der Universität Zürich
- 1988 Korrespondierendes Mitglied der Göttinger Akademie der Wissenschaften[1]
- 1992 Mitglied der American Philosophical Society
- 1993 Lomonossow-Goldmedaille der Russischen Akademie der Wissenschaften
- 1993 Staatspreis der Russischen Föderation
- 1993 Mitglied der American Academy of Arts and Sciences
- 1996 Verdienstorden für das Vaterland
- 1998 Orden des Heiligen Andreas des Erstberufenen
- Medaille „Für heldenmütige Arbeit“
- Der Asteroid des äußeren Hauptgürtels (2877) Likhachev ist nach ihm benannt.[2]

## Werke
- Die Kultur Russlands. Während der osteuropäischen Frührenaissance vom 14. bis zum Beginn des 15. Jahrhunderts.  Verlag der Kunst, Dresden 1962 (Fundus-Reihe 8)
- Nach dem Formalismus. Aufsätze zur russischen Literatur, Carl Hanser Verlag, München 1968
- Der Mensch in der altrussischen Literatur. Verlag der Kunst, Dresden 1975 (Fundus-Reihe 36/37)
- Hunger und Terror. Mein Leben zwischen Oktoberrevolution und Perestroika. Übersetzt von Thomas Wiedling. Edition Tertium, Ostfildern 1997, ISBN 978-3-930717-46-0.